# Hiéroglyphe égyptien F6
Le protomé de bubale, en hiéroglyphes égyptiens, est classifié dans la section F « Parties de mammifères » de la liste de Gardiner ; il y est noté F6.

## Représentation
Il représente la partie antérieure (protomé) d'un bubale (Alcelaphus buselaphus) couché. Il est translittéré šsȝ.

## Utilisation
| F5 |

| F5 |

| S | s | sA | A | w |

| S | s | sA | A | w |

d'où dérive son utilisation en tant que phonogramme trilitère ou complément phonétique de valeur šsȝ.
C'est parfois incorrectement un complément phonétique de valeur sšȝ.